# جاري لوكوود
جاري لوكوود (بالإنجليزية: Gary Lockwood)‏ هو كاتب سيناريو وممثل أمريكي، ولد في 21 فبراير 1937 بفان نويس في الولايات المتحدة.

## أعمال

### أفلام
- (1961) روعة بين العشب
- (1962) السيف السحري
- (1968)  ملحمة الفضاء[5][6]

## وصلات خارجية
- جاري لوكوود على موقع IMDb (الإنجليزية)
- جاري لوكوود على موقع الموسوعة البريطانية (الإنجليزية)
- جاري لوكوود على موقع ألو سيني (الفرنسية)
- جاري لوكوود على موقع أول موفي (الإنجليزية)
- جاري لوكوود على موقع قاعدة بيانات برودواي على الإنترنت (الإنجليزية)
- جاري لوكوود على موقع قاعدة بيانات الأفلام السويدية (السويدية)
- جاري لوكوود على موقع إن إن دي بي (الإنجليزية)
- جاري لوكوود على موقع ديسكوغز (الإنجليزية)
- جاري لوكوود على موقع قاعدة بيانات الفيلم (الإنجليزية)
- جاري لوكوود على موقع كينوبويسك (الروسية)